# Mycula mossakowskii
Mycula mossakowskii là một loài nhện trong họ Linyphiidae.
Loài này thuộc chi Mycula. Mycula mossakowskii được miêu tả năm 1994 bởi Schikora.